# Meesters van Guillebert de Mets

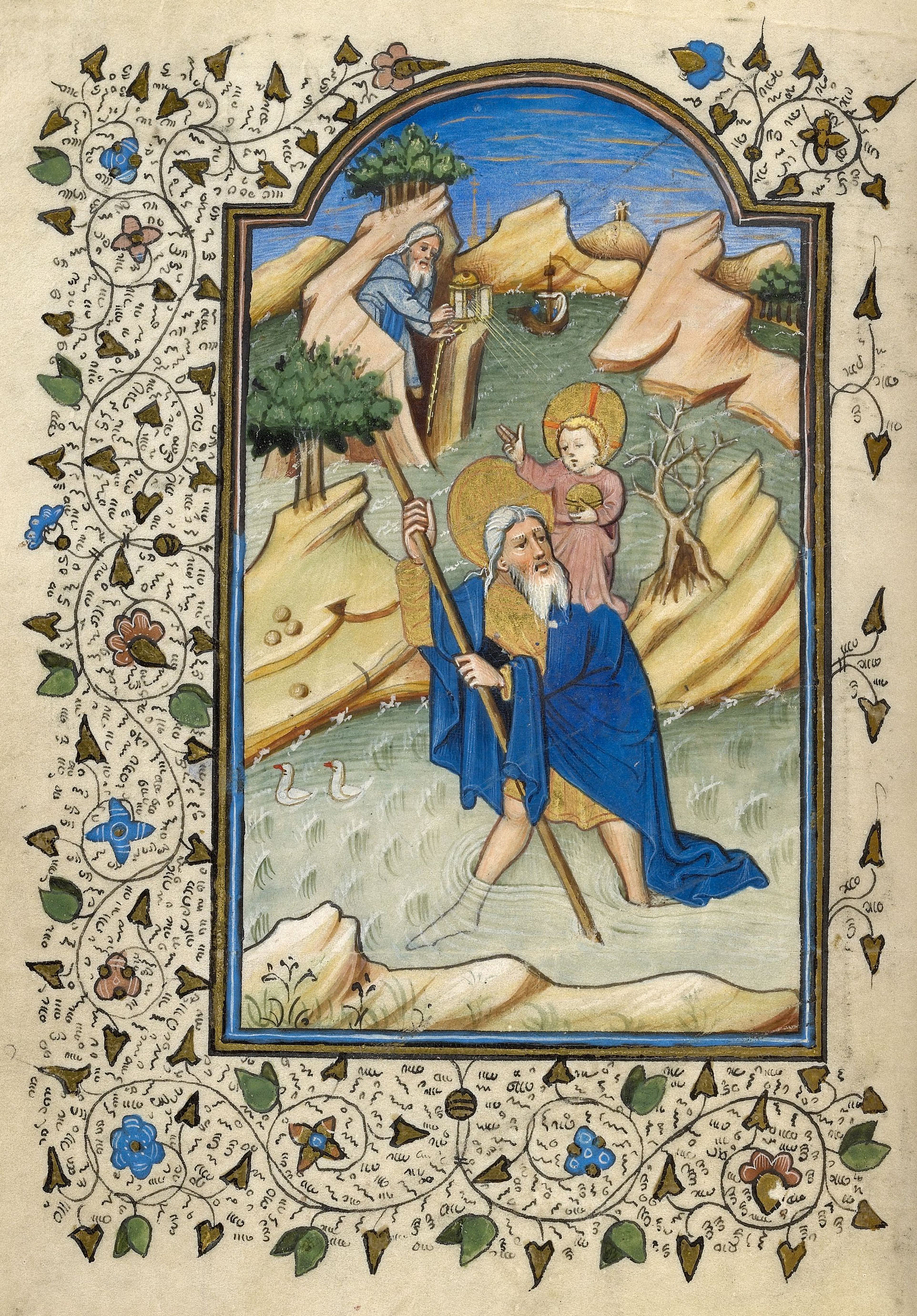
Getijdenboek, Gent 1420, Morgan Library & Museum MS M.46 fol. 23v, Meester van Guillebert de Mets, De H. Christoffel

De Meesters van Guillebert de Mets, ook bekend als de Meester van Guillebert de Mets, was een groep anonieme miniaturisten. De meesters waren actief in de periode van 1415 tot 1450. Ze werkten kleinschalig voor een exclusieve klantenkring die vooral bestond uit de bovenste lagen van de Bourgondische maatschappij. Ze verluchtten niet alleen de alomtegenwoordige getijdenboeken maar ook literaire en theologische werken en toonden zich daarbij zeer vindingrijk en origineel. Ze horen bij de belangrijkste en creatiefste Vlaamse miniaturisten uit de eerste helft van de 15e eeuw.

## Noodnaam
Het werk van de meesters werd aanvankelijk als het werk van een individu gedefinieerd door Friedrich Winkler en Paul Durrieu. In zijn studies uit 1911 en 1915 en in zijn standaardwerk uit 1925 verzamelde Winkler meer dan twintig handschriften rond deze Meester van Guillebert de Mets. Winkler gaf hem de noodnaam die verwijst naar Guillebert de Mets, de kopiist van een Franse vertaling van de Decamerone van Laurent de Premierfait, gekopieerd voor Filips de Goede en nu bewaard in de BnF met als signatuur Arsenal Ms. 5070. De naar de kopiist genoemde meesters realiseerden ongeveer een derde van de honderd miniaturen in het handschrift. Een lid van de groep realiseerde ook de frontispice in de Description de Paris van Guillebert de Mets, de autograaf van dit werk is nu in het bezit is van de Koninklijke Bibliotheek van België en maakt deel uit van het verzamelhandschrift met signatuur MS. 9559-64. Beide werken behoorden al in 1467 tot de Librije van Bourgondië.

## Samenstelling van de groep
De voorloper van de groep was de Meester van Jan zonder Vrees die tussen 1410 en 1419 een getijdenboek verluchtte dat nu bewaard wordt in de Bibliothèque nationale de France als ms. NAL 3055, en bekend is als het getijdenboek van Jan zonder Vrees. Deze meester kreeg zijn individuele noodnaam in 2007.
Hij had twee volgers, diegene die gekarakteriseerd werd als ‘hand A’ in de Decamerone, de meest productieve van beide miniaturisten. Het was zijn werk dat tot nu toe verbonden werd met de noodnaam van de Meester van Guillebert de Mets. Een tweede meester is ‘hand B’, die we volgens Dominique Vanwijnsberghe de Meester van de zilveren wolkenhemels (Maître aux ciels d’argent) zouden kunnen noemen naar dit zeer karakteristieke element in zijn stijl. Hand A was werkzaam tussen 1420 of vroeger en 1445, de tweede in de jaren 1430.
Deze beide artiesten hadden op hun beurt volgers die ook bij de groep van de Meesters van Guillebert de Mets gerekend worden. De eerste (hand A) had twee volgers: de Meester van de Privileges van Gent en Vlaanderen en de Meester van het brevier van Geraardsbergen, nogmaals een noodnaam toegekend door Dominique Vanwijnsberghe, naar een manuscript dat bewaard wordt in de Abdij van Maredsous. De Meester van de zilveren wolkenhemels had ook een bekende volger: de Meester van Margareta van Schoorisse (Marguerite d’Escornaix).

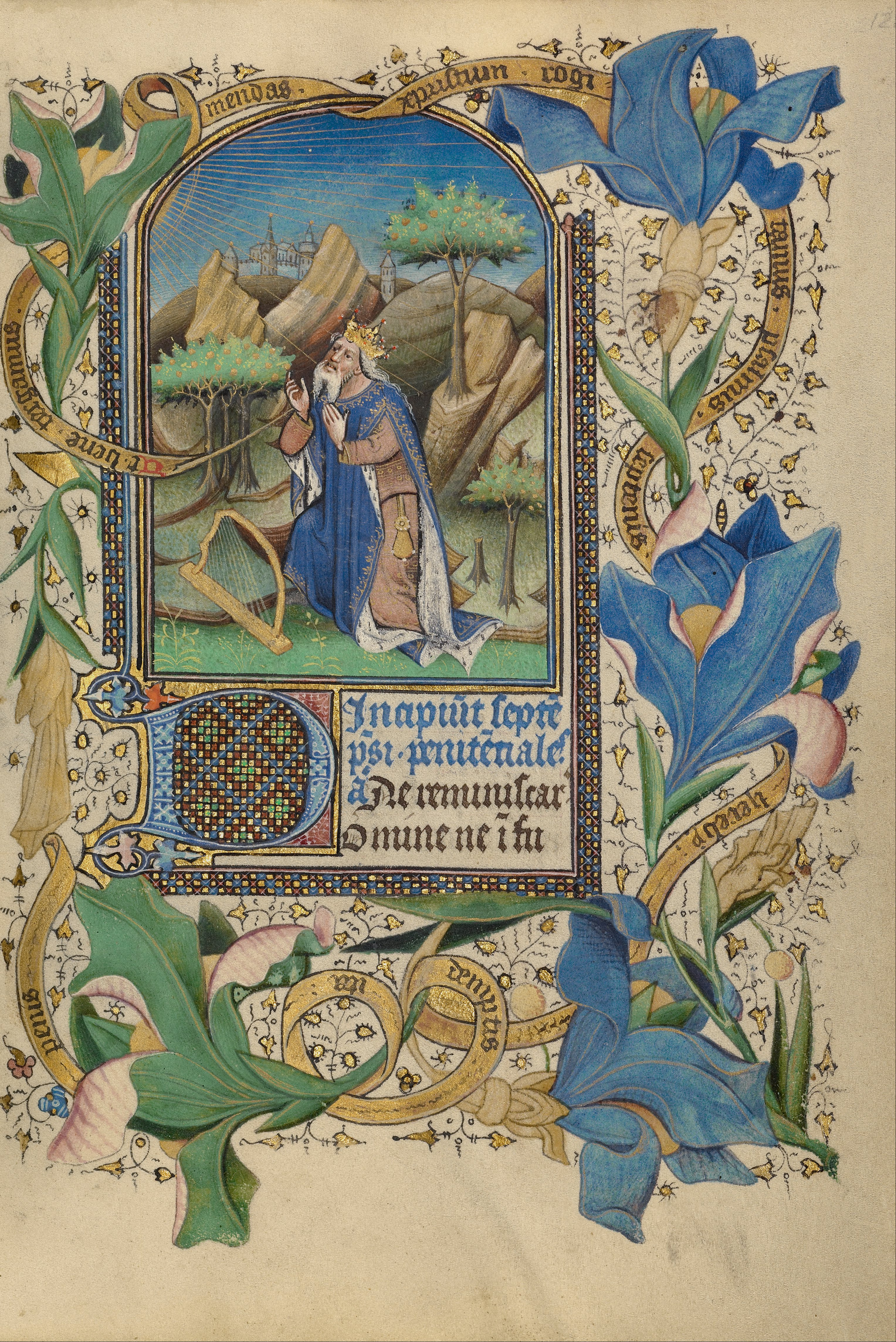
David in Gebed, Los Angeles, J.P. Getty Museum, Ms 2, f128r

## Stijlkenmerken
De oorsprong en de verdere ontwikkeling van hun stijl is nog steeds geen uitgemaakte zaak evenmin als het aantal meesters die bij de groep hoorden. Men kan wel een dominante stijl herkennen in veel van hun werken, die van ‘hand A’ in de Decamerone, die ook terugkomt in de Roman de Melusine. Ze vielen na de periode van het pre-Eyckiaans realisme terug op de Parijse stijl, niet zozeer wat de stijl zelf betreft maar wel in de composities. Ze werden sterk beïnvloed door de Boucicaut-meester en door de Bedford-meester. De meesters creëerden verluchting die tekst, miniatuur en randversiering integreert en probeerden ook tegenover elkaar liggende pagina’s door de thematiek van de decoratie met elkaar te verbinden. In de randversiering gebruikten ze opvallend brede en grote acanthusbladeren waartussen allerlei figuren zijn terug te vinden wiens actie dikwijls betrekking heeft op de actie in de hoofdminiatuur. De stijl van de Meester van de Privileges van Gent en Vlaanderen is duidelijk de voortzetting van de stijl van de Mets-meesters.
De plaats waar ze werkten blijft nog steeds onduidelijk: de elementen die een lokalisatie zouden toelaten wijzen in verschillende richtingen, Doornik, Oudenaerde, Rijsel, Brugge en Gent, met weliswaar een voorkeur voor die laatste stad.

## Identificatie
Dominique Vanwijnsberghe heeft twee miniaturisten ontdekt die in Doornik werkzaam waren namelijk Johannes Ramon l’aisné die er meester werd in 1432 en Jean Ramon le Jeune die het meester-statuut haalde in 1454. Johannes Ramont, naamgenoot van Johannes Ramon l’aisné wordt in 1436 vermeld in Gent, waar hij een demy temps (een brevier) verluchtte voor Isabella van Portugal. Die Johannes Ramont werd lid van het Sint-Lucasgilde in Gent in 1418.
Het werkterrein in Gent en Doornik en de status van de opdrachtgeefster, de hertogin van Bourgondië stemmen goed overeen met het profiel van ‘hand A’ uit de groep van de Meesters van Guillebert de Mets. De zoon van Johannes Ramon l’aisné, Jean Ramon le Jeune, zou kunnen vereenzelvigd worden met de Meester van de Privileges van Gent en Vlaanderen.

## Werken
Naast vele getijdenboeken illustreerden ze ook seculiere werken zoals kopieën van antieke auteurs zoals Seneca en Valerius Maximus, maar ook werken van tijdgenoten zoals Giovanni Boccaccio en Christine de Pizan.
De lijst van toegeschreven werken opgesteld door Georges Dogaer, James H. Marrow, in 1987 bevatte 48 manuscripten, in 2016 waren er ongeveer de helft daarvan uit de lijst verwijderd. Na de globale studie van het KIK/IRPA van 2012 tot 2015 zijn er 65 werken en fragmenten in de catalogue raisonné opgenomen.
Hierbij vindt men een (onvolledige) lijst van manuscripten waaraan de Meesters van Guillebert de Metz meewerkten.
- Decamerone, BnF, ca. 1445 Bibliothèque de l'Arsenal, Ms. 5070
- Seneca, Tragoediae ca. 1425, Brussel, Koninklijke Bibliotheek Ms.9881-82
- Histores Romaines, ca. 1454, Bibliothèque de l'Arsenal met als signatuur 5087-5088
- Roman de Melusine, 1525-1550, BnF Français 12575
- Getijdenboek van Jan zonder Vrees, 1410-1419, BnF Nouv. aq. lat. 3055
- Christine de Pizan, L'épitre d'Othea à Hector, Brussel Koninklijke Bibliotheek Ms.9596-97
- Augustinus, Cité de Dieu, 1425-1450, Brussel Koninklijke Bibliotheek Ms.9005-6
- Getijdenboek van Margaretha van Escornaix, ca. 1445, Brussel Koninklijke Bibliotheek Ms.IV 1113
- Getijdenboek, Gent 1420, Morgan Library & Museum MS M.46
- Getijdenboek van Daniël Rym, in opdracht van Daniël Rym en zijn vrouw Elisabeth Munte, 1420-1425, Walters Art Museum
- Getijdenboek, ca.1440, Biblioteca Apostolica Vaticana ms. Ottob. lat. 2919
- Getijdenboek, 1430-1440, J. Paul Getty Museum, 84.ML.67